# Station Bergseng
Station Bergseng is een station in Bergseng in de gemeente Ringsaker in fylke Hedmark in Noorwegen. Het stationsgebouw dateert uit 1884 en is een ontwerp van Paul Due. Het station werd in 1988 gesloten voor personenvervoer. Het is nog wel in gebruik als passeerspoor.